# 盖贝格
盖贝格是德国巴登-符腾堡州的一个市镇。总面积4.15平方公里，总人口2670人，其中男性1411人，女性1259人（2011年12月31日），人口密度643人/平方公里。